# 洛維奇州

在保加利亞的位置

洛維奇州是保加利亞的一個州，位於該國中部。面積4,128.8平方公里，2006年人口167,931人，2011年2月人口141,422人。州府洛維奇，下分为8个市镇。
43°00′N 24°30′E / 43°N 24.5°E